# Kronberg
För andra betydelser, se Kronberg (olika betydelser).
Kronberg im Taunus eller Kronberg är en stad i förbundslandet Hessen, Tyskland. Staden som är belägen omedelbart nordnordväst om Frankfurt am Main har cirka 19 000 invånare.
I Kronberg im Taunus har lantgreve Donatus av Hessen och hans fru grevinnan Floria en vinodling av vinet Prinz von Hessen

## Bilder

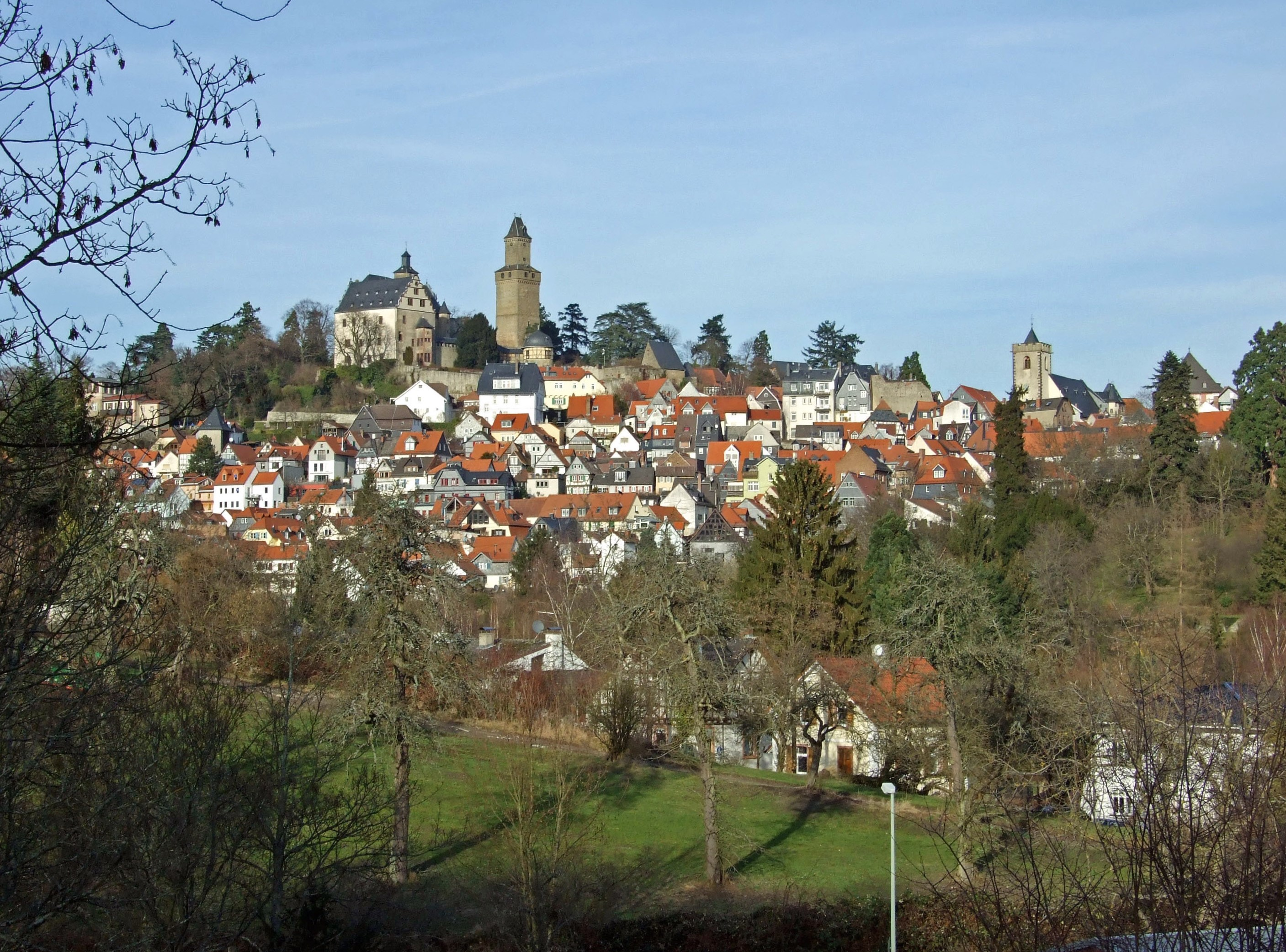
Kronberg med borg
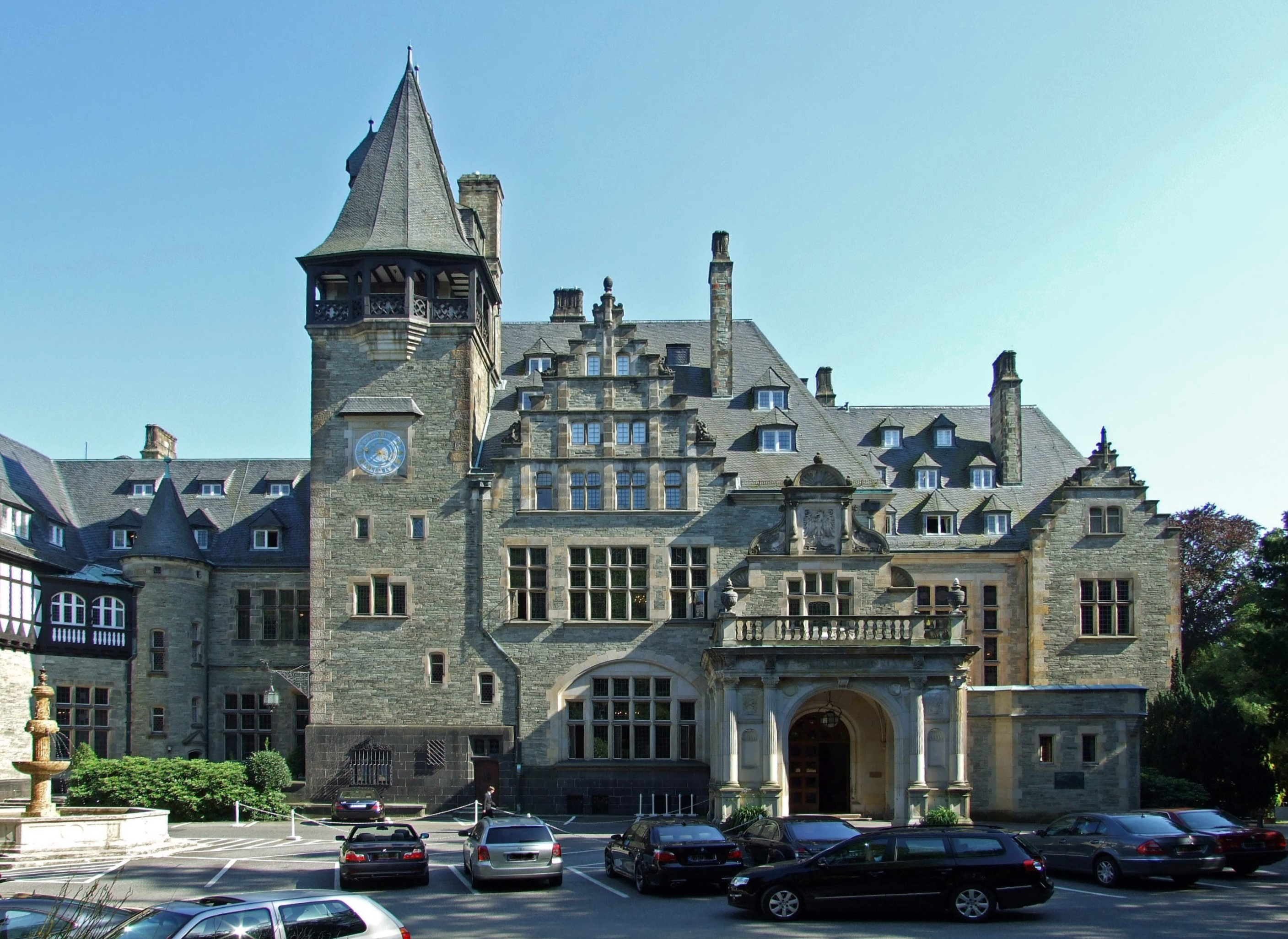
Slotthotell Kronberg